# Terkel Mogensen
Terkel Mogensen er en fiktiv figur skabt af Anders Matthesen, og hovedpersonen i albummet og filmen Terkel i knibe, samt musicalet Terkel: the motherfårking musical. Han spilles af Anders Matthesen i filmen Terkel i knibe og af Ruben Søltoft i Terkel: The motherfårking musical.
Terkel går i 6.a Kastanjevejens skole i København og hans bedste ven er Jason. 
Han er søn af Beate og Leon, og har en lillesøster ved navn Rita. Hans grandonkel er Stewart Stardust.